# TP/IX
TP/IX – The next Internet (RFC 1475) ist ein obsoleter Entwurf eines Nachfolgers zu IPv4 aus dem Jahr 1993. Zusätzlich zu den Änderungen am Internet Protocol schlug der Entwurf auch Verbesserungen am Transmission Control Protocol sowie am User Datagram Protocol vor.
Hauptgrund für die Entwicklung von TP/IX war der drohende Mangel an IP-Adressen bei IPv4. Daher wurde bei diesem Protokoll die Adresslänge von 32 Bit auf 64 Bit vergrößert. Mit der Einführung von IPv6 im Jahr 1995, das neben einer Adresslänge von 128 Bit noch weitere Verbesserungen bietet, verlor TP/IX jedoch an Bedeutung.
Das Internet Protocol von TP/IX trägt bei der IANA die Versionsnummer 7. Der Autor Robert Ullmann wählte diese Nummer, da er irrtümlich davon ausging, dass das Experimental Internet Stream Protocol, Version 2 (ST-II) (RFC 1190) bereits die Versionsnummer 6 belegt.